# Gabrielle Angélique de Bourbon, Mademoiselle de Verneuil
Gabrielle Angélique de Bourbon, Mademoiselle de Verneuil, född 1603, död 1627, var en fransk hovfunktionär.
Hon var illegitim dotter till kung Henrik IV av Frankrike och Catherine Henriette de Balzac d'Entragues, och syster till Gaston Henri de Bourbon. Hon blev liksom många av kungens andra utomäktenskapliga barn erkända och uppfostrade i den kungliga barnkammaren tillsammans med kungabarnen av den kungliga guvernanten Françoise de Montglat. Hennes bror fick titeln hertig av Verneuil och hon fick titeln Mademoiselle de Verneuil, och är huvudsakligen känd under det namnet. 
När hennes halvbror kung Ludvig XIII gifte sig med Anna av Österrike 1615, blev hon en av dennas hovdamer. Till en början hade Anna ingen nära relation med sin franska personal, utan isolerade sig med den spanska. När Annas spanska personal skickats tillbaka till Spanien 1619 fick hennes franska hovdamer större betydelse. Tillsammans med Marie de Rohan blev Verneuil en av Annas närmsta vänner och ska ha gjort henne mer lättsam och vant henne vid den franska kulturen med sin livlighet och lekfullhet. 
År 1622 anklagades Marie de Rohan och Verneuil för att ha orsakat Anna ett missfall under en av deras lekar, och de blev båda avskedade och förvisade från hovet och förbjöds att ta avsked av Anna. 
 Liksom Rohan tilläts hon så småningom återvända till hovet, och nämns då återigen som en av Annas närmaste vänner, och ofta i hennes sällskap. 
Hon gifte sig 1622 med Bernard de Nogaret de La Valette d'Épernon, med vilken hon fick Louis-Charles de Nogaret de Foix. Hon avled 1627, och ryktades av samtiden ha blivit förgiftad av sin make. 